# Lotnisko (Warszawa)
Lotnisko – osiedle i obszar MSI w dzielnicy Bemowo  w Warszawie.

## Położenie
Obecnie według MSI znajduje się pomiędzy:
- od północy ul. Księżycowa,
- od zachodu granica dzielnicy Bemowo przy wysypisku śmieci,
- od południa ul. Radiowa – gen. T. Kutrzeby – Grotowska – gen. E. Kleeberga – Piastów Śląskich,
- od wschodu ul. Powstańców Śląskich.

## Opis
Teren ten na pocz. XX w. znany był jako Piaski lub Szwedzkije Wysota (Szwedzkie Wzgórza) – co miało zapewne związek z wędrującymi od strony Puszczy Kampinoskiej wydmami, jak i wojennymi dziejami Bemowa w okresie wojen szwedzkich. W okresie zaborów teren ten był prawdopodobnie wykorzystywany przez samoloty wojskowe Carskiej Rosji, a później kaizerowskich Niemiec. W 1918 powstała tu jedna z filii Instytutu Badań Techniki Lotniczej (IBTL) przekształconego następnie w ITL (Instytut Techniczny Lotnictwa).
W okresie II wojny światowej wykorzystywany jako lotnisko trawiaste, choć brak pewnych danych, co wobec bliskości Lotniska Młociny może budzić pewne wątpliwości. Po II wojnie światowej obszar Bemowa został zajęty przez wojsko, które wybudowało tu duże lotnisko dla samolotów odrzutowych, a sam obszar pojawił się na mapach Warszawy dopiero na przełomie lat 70/80. XX w.
Odtajnienie tego obszaru związane było z przekazaniem dużej części lotniska pod zabudowę mieszkaniową – stąd takie rejony jak Bemowo Lotnisko i Fort Bema.
Obecnie coraz częściej mówi się o likwidacji lotniska, w związku z zabudowywaniem najbliższej jego okolicy, z kolidowaniem z ruchem z lotniska Chopina oraz ze zdarzającymi się w Warszawie katastrofami małych samolotów startujących z tego lotniska.